# Lac Toulos
Le lac Toulos (en russe : Тулос, en finnois : Tuulijärvi) est un lac d'eau douce dans le raïon de Mujejärvi de la république de Carélie, en Russie, près de la frontière finlandaise.

## Description
Sa superficie est de 95,7 km2 et l'étendue de son bassin versant est de 832 km2.
Son altitude est de 157 m.
Le lac compte 141 îles d'une superficie totale de 10,9 km2.
Le bassin lacustre (832 km2) comprend environ 500 petits lacs d'une superficie totale de 171 km2 et 110 petites rivières et canaux entre les lacs.
Sur la rive nord du lac se trouvait le village de Toulos.
Le lac est gelé de novembre à mai, ses eaux alimentent la rivière Lieksanjoki qui débouche dans le lac Pielinen en Carélie du Nord (Finlande),,.